# Парламентарни избори у Краљевини Црној Гори 1914.
Посљедњи избори у Краљевини Црној Гори одржани су 29. децембра 1913. године (по старом календару) или 11. јануара 1914. године (по новом календару).
Иако су посљедњи избори у Краљевини Црној Гори одржани након припајања новоослобођених области, изборни процес је спроведен само у границама црногорске државе прије Балканских ратова.
Избори посланичких мандата у 5 капетанија су решењима нардоне скупштине поништени и накнадни избори за те капетаније су извршени 23. фебруара (по старом календару).

## Изабрани народни посланици
Капетаније:
- Његушка: Јован Матановић, начелник поште и телегр. у пензији;
- Граховска: Саво Ковачевић, командир у пензији;
- Комско-загарачка: Сава Радуловић, предсједин Обл. Суда у пензији;
- Љуботињска: Крцун Војводић, судија Обл. Суда у пензији;
- Цеклинска: Мило Драгојевић, посједник;
- Вражегрмска: Јово Поповић, посједник;
- Мартинићска: Иван Брајовић, учитељ;
- Пиперска: Вуле Вучинић, капетан у пензији;
- Љешкопољска: Крсто Поповић, свештеник;
- Зетска: Саво Вулетић, комесар барског друштва;
- Братоношка: Јакша Поповић, учитељ;
- Затрјебачка: Мило Дожић, члан Вел. Суда;
- Требјешка: Мирко Мијушковић, Министар Просвјете и Црквених Послова;
- Луковска: Милисав Николић, бив. заступник пресједника Обл. Суда;
- Жупска: Родосав Бојовић, капетан у пензији;
- Ж. пивска: Радоје Радојичић, учитељ;
- Липовска: Јанко Тошковић, учитељ;
- Љеворечка: Војвода Гавро Вукотић, пресједник Државног Савјета у пензији;
- Краљска: Љубо Бакић, Министар Правде;
- Андријевичка: Рафаило Љепосавић, свештеник;
- Полимска: Зарија Вукотић, пресједник Обл. Суда;
- Величка: Радуле Стаматовић, судија Обл. Суда;
- Трепачко-шекуларска: Јанко Спасојевић, члан Обл. Суда;
- Барска: Крсто Јаблан, пресједник Обл. Суда;
- Улцињска: Др. Филип Добречић, секретар Министарства Иностр. Дјела;
- Крајинска: Дервиш Омербашић, члан Обл. Суда;
- Селачка: поп Лука Ивовић;
- Горњо-црмничка: поп Јоко Гојнић, учитељ у пензији;
- Доњо-црмничка: Марко Вукосавовић, секретар Мин. Просвјете;
- Голијска: Јово Голијанин, посједник;
- Горњо-кучка: Илија Прелевић, члан Обласног Суда;
- Пољска: Мато Грдинић, командир у пензији;
- Опутно-рудинска: Михаило Буквић, управитељ Гимназије у Никшићу;
- Бањска: Шпиро Глиговић, свештеник;
- Чевска: Богдан Вукотић, посједник;
- Језерско-шаранска: Станко Обрадовић свештеник;
- Дробњачка: Василије Жугић, инжињер;
- Рудинска: Јован М. Радојевић, барјактар;
- Цетињска: Васо Мартиновић, управни цетињске тамнице;
- Спушка: Ђуро Вучинић, посјед.;
- Подгоричка: Милисав Шаковић, бивши секретар Обласне Управе;
- Никшићка: Вуко Кривокапић, посједник;
- Доњо-морачка: Др. Секула Дрљевић, адвокат;
- Цуцка: Саво Кривокапић, управник царинице;
- Горњо-морачка: Сава Драговић, пред. Обласног Суда у пензији;
- Павковићска: Мато Павићевић, секретар Великог Суда;
- Доњо-кучка: Михаило Ивановић, бивши в. д. члана Великог Суда;
- Ускочка: Гаврило Церовић, члан Главне Државне Контроле;
- Мркојевићска: Никола Вучинић, командир у пензији;
- Цеклинско-добрска: Стево Лопичић, шеф адм. одсјека Министарства Финансија;
- Ровачка: Никола Јовановић, учитељ;

Капетаније у којима су поништени избарани посланички мандати и извршени накнадни избори:
- Поништени избори
  - Пјешивачка: Мирко Мијушковић, Министар Просвјете и Црквених Послова, поништен избор јер је изабран и за посланика у капетанији Требишкој;
  - Петрушинска: Др. Никола Шкеровић, професор, врш. дуж. управ. Подгоричке Гимназије, поништен избор као незаконит;
  - Планинска пивска: Радоје Радојичић, учитељ, поништен избор јер је изабран и за посланика капетаниј Жупо Пивске;
  - Љешанска: Митар Вукчевић, судија Обласног Суда у пензији, поништен избор јер је изабран и за посланика у вароши Подгорици;
  - Колашинска: Владо Петровић, официр у оставци, поништен избор као незаконит;
- Накнадно изабрани
  - Томо Кажић и д-р Никола Шкеровић за капетаније љешанска и петрушинска;
  - Петар Пламенац (министар), Никола Бајагић и Илија Мијушковић за капетаније пјешивачка, планинско-пивска и колашинска;

Вароши:
- Цетиње: Ристо Поповић, Министар Финансија;
- Никшић: Мило Церовић, трговац;
- Бар: Лабуд Гојнић, Министар Унутрашњих Дјела;
- Подгорица: Митар Вукчевић, судија Обласног Суда у пензији;
- Улцињ: Јован Ђурашковић, војнограђански чиновник;
- Колашин: Симо Марић, трговац.[2][3][4][5]